# Wilfredo Prieto

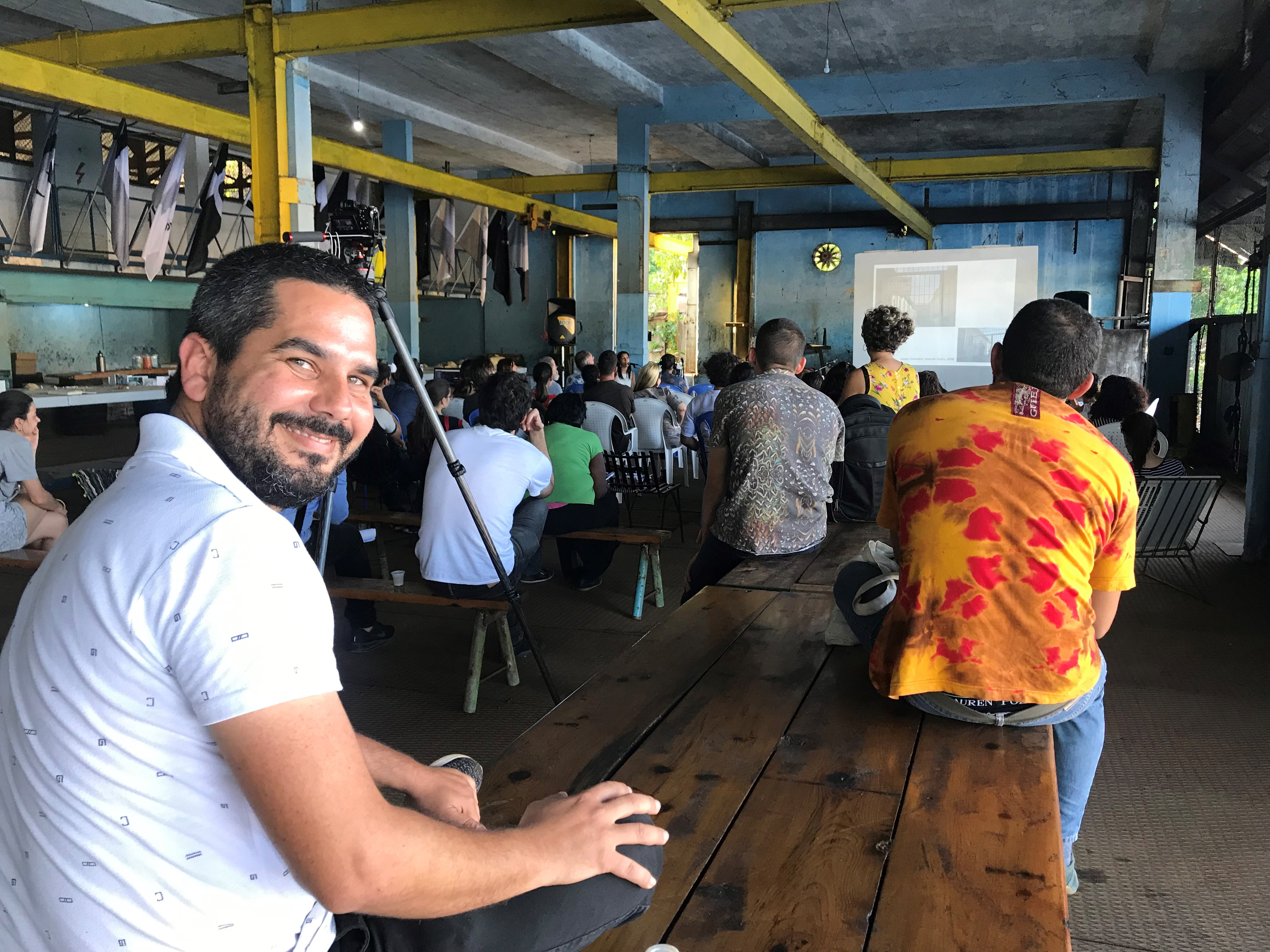
Wilfredo Prieto en su estudio de La Habana

Wilfredo Prieto (1978, Sancti Spíritus) es un artista conceptual cubano. Realizó sus estudios de arte en el Instituto Superior de Arte (ISA) de La Habana, graduándose en 2002. Actualmente vive y trabaja en La Habana. Reconocido principalmente por sus instalaciones, objetos y performances.

## Biografía
En 2001, hizo su trabajo “Apolítico” que consiste en banderas nacionales en escala de grises, despojadas de sus colores. Esta obra se presentó en la Bienal de La Habana y fue referida en publicaciones internacionales como Flash Art, ArtForum, Art Nexus y Contemporary. Ha sido mostrada en numerosas ocasiones en Irlanda, Italia y Francia, entre otros.
En 2004 realizó su obra "S/T (biblioteca blanca)" en la galería NoguerasBlanchard de Barcelona. Los más de 6,000 de distintos formatos y tamaños en blanco pretendían, según el autor, "captar la experiencia sensorial del espectador y a plantear una reflexión sobre la carencia y el conocimiento". Esta instalación fue a la Bienal de Venecia y la Biennale Cuvée Austria. Actualmente se encuentra instalada de forma permanente en el Museum of Old and New en Hobarth, Tasmania.
Para la Bienal de La Habana de 2006 presentó su obra "Grasa, jabón y plátano", una pequeña escultura ubicada en el centro de un gigantesco espacio cuyo título es la descripción precisa de sus materiales en orden de presentación, y "vaso medio lleno", que causó revuelo por su precio, 20 000 euros. 
En 2008 Prieto ganó el Cartier Award por su trabajo "Línea Ascendente", una alfombra roja que se convertía en una bandera. La obra se expuso en la Frieze Art Fair de Londres en octubre de ese mismo año. En el año 2000 ganó el UNESCO Prize for the Promotions. En 2010 fue seleccionado para el Future Generation Art Prize, Pinchuk Art Center, Kiev, Ucrania. 
En 2011 realizó "Amarrado a la pata de la mesa ", la exposición más amplia hasta entonces en el CA2M Centro de Arte Dos de Mayo, comisariada por Ferran Barenblit. La muestra reunió muchos de sus trabajos ya existentes además de un buen número de obras producidas especialmente para este proyecto. Fue también la primera exposición donde se pudo ver un gran número de piezas suyas. La muestra incluyó instalaciones, esculturas, intervenciones, performances y dibujo.
Entre sus exposiciones individuales destacan: Kunstverein Braunschweig (DInamarca), S.M.A.K (Gante), Sala de Arte Público Siqueiros (México D.F), HangarBiccoca (Milán), XI Bienal de La Habana, Kunsthalle Lissabon (Lisboa) y Dia Art Foundation (Nueva York). Exposiciones colectivas: Pompidou (París), 55.ª Bienal de Venecia, 7.ª, 8.ª y 10.ª Bienal de La Habana, CCA Wattis Institute for Contemporary Arts (San Francisco), Bienal de Estambul, Bienal de Lyon, Trienal de Yokohama, Bienal de Sao Paulo y MoMA PS1 (Nueva York).
Es el artista representante de Cuba en la LX Bienal de Venecia, 2024.

## Crítica
Para los críticos de arte Carlos Granés, Avelina Lésper y Miklos Lukacs, sus piezas no pueden considerarse arte y sostienen que esta y muchas expresiones contemporáneas carecen de algún valor estético-técnico y aseguran que "mientras más tonta, más mediática la obra".

## Premios
- 2013 Beca de Artes Plásticas Fundación Botín, Santander.
- 2011 Seleccionado para el Premio Internacional de Arte Diputació de Castelló.
- 2010 Seleccionado para Future Generation Art Prize 2010, Kiev, Ucrania.
- 2008 The Cartier Foundation Award, con residencia en Gasworks, Londres.

Premio F, Buenos Aires Beca de Creación Norte 08, Zaragoza.
- 2007 Residencia en Le Grand Café, St Nazaire, Francia.
- 2006 Residencia John Simon Guggenheim Foundation, Nueva York.
- 2005 Kadist Art Foundation, Paris, residencia.
- 2001 Segundo Premio, Salón Provincial Oscar F. M., Sancti-Spíritus.
- 2000 Premio a la mejor curaduría 2000, Galería Habana, DUPP, La Habana. The 2000 UNESCO.

Prize for the Promotion of the Arts, VII Bienal de La Habana, DUPP, La Habana.
- 1997 Asociación Hermanos Saíz, Sancti-Spíritus, beca Nubes Verdes.